# جان هارلینگ-لوید
جان هارلینگ-لوید (انگلیسی: John Hardress-Lloyd; ۱۴ اوت ۱۸۷۴ – ۲۸ فوریهٔ ۱۹۵۲) فرد نظامی اهل بریتانیا بود.
وی همچنین برندهٔ جوایزی همچون لژیون دونور (شوالیه) شده‌است.